# 副総理
副総理（ふくそうり、英: Deputy Prime Minister）は、日本において内閣総理大臣に事故のあるとき又は内閣総理大臣が欠けたときに内閣総理大臣臨時代理の地位に就く国務大臣として、組閣時などに予め内閣法第9条の規定に基づき正式に指定（官報掲載）された者に対し用いられる呼称。辞令等に記載される正式な官職名ではない。具体的には以下を指す。
1. 内閣法第九条の第一順位指定大臣（副総理）…鳩山由紀夫内閣以降において、組閣時等に内閣総理大臣臨時代理の地位に就く予定者の第1順位の国務大臣として、内閣官房長官以外の国務大臣を指定した場合に用いられる呼称。首相官邸ホームページの閣僚名簿では、このように表記される。
2. 2000年4月以前において、組閣時等に一人の大臣を内閣総理大臣臨時代理の予定者として正式に指定した際に用いられた呼称。

## 概説
日本には正式な官職名としての「副総理」「副首相」「内閣副総理大臣」は存在していない。しかし、日本の国務大臣は首長たる内閣総理大臣を除いて地位や待遇に優劣が無いため、時の首相に匹敵する権威を持つ大物政治家や連立政権において首相の所属政党以外の政党の党首に入閣してもらう時など、その者が「副総理格で入閣」したことを示す目的でその者を内閣総理大臣臨時代理の予定者に指定し、非公式に「副総理」の肩書を名乗らせることが行われるようになった。
2000年4月まで、内閣総理大臣臨時代理予定者の指定方法はいくつかあったが、このうち、組閣時等に一人の大臣を内閣総理大臣臨時代理予定者として代行期間を限定せずに正式に指定（官報掲載）された者について俗に「副総理」と呼称された。「副総理」は、実際に内閣総理大臣の臨時代理をさせるためというよりはある閣僚の閣内での相対的な重要性を示すための言葉であった。しかもこれは、内閣法が第9条で「内閣総理大臣に事故のあるとき、又は内閣総理大臣が欠けたときは、その予め指定する国務大臣が、臨時に、内閣総理大臣の職務を行う」と規定していたにもかかわらず実際には正式な指定が行われないことが多かったために可能であったという事情がある。
現職の内閣総理大臣であった小渕恵三が突然の病に倒れた2000年4月以降、組閣時などに内閣総理大臣臨時代理予定者5名をあらかじめ正式に指定（官報掲載）し、そのうち「内閣法9条に基づく臨時代理予定者順位」第1位の者を内閣官房長官たる国務大臣とすることが慣例化され、それに従った運用が続いた。しかし、これらの者が「副総理」と称されることはなかった。
2009年9月に発足した鳩山由紀夫内閣は、それまでの自公内閣の慣例を破って内閣官房長官に就任する平野博文を「内閣法9条に基づく臨時代理予定者順位」第2位とし、国務大臣（国家戦略担当）・内閣府特命担当大臣（経済財政政策、科学技術政策）に就任する菅直人（後に、鳩山由紀夫内閣内で財務大臣に異動）を同第1位に指定した。その上で政権側は菅を「副総理」と称し、マスコミ等がそれに追従した。このことにより「副総理」という呼称が、かつての意味以上の重みをもって復活することとなった。
以来、副総理の肩書は、内閣官房長官以外の閣僚を「内閣法9条に基づく臨時代理予定者順位」第1位として指定した場合に、当該閣僚を指して用いるものと考えられるようになっている。野田内閣では岡田克也が、民主党政権を破って成立した第2次安倍内閣及び菅義偉内閣（自公内閣）においても麻生太郎（財務大臣、内閣府特命担当大臣（金融）を兼任）がこの意味での「副総理」に指定されて肩書として使用されていた。
なお、首相官邸のウェブサイトにおいては括弧書きながら「副総理」の肩書が既に使用されているが、官報掲載の辞令では現在に至るまでこの表記が用いられたことはない。

## 現憲法下での歴代副総理
内閣法第9条の規定による正式な指定を受けた「副総理」のみについて記す。「指定期間」とは、辞令（官報掲載）によりいわゆる副総理であったことが確認できる期間を指す。これには、単に「内閣総理大臣臨時代理」の職名で職務を行った正式代理期間のみならず、臨時代理就任予定者としての待機的期間も含まれる。
なお、総理が死亡・執務不能となったため臨時代理を務め、名実ともに総理の代行をしたものと考えられる（総理との連絡相談が基本的にできない状況で代行する）場合については、内閣総理大臣臨時代理#新憲法下の臨時代理を参照のこと。
太字は内閣総理大臣経験者。
| 副総理            | 副総理     | 内閣                            | 序列 | 指定期間                                  | 役職 | 政党       |
| ----------------- | ---------- | ------------------------------- | ---- | ----------------------------------------- | --- | ---------- |
|                   | 幣原喜重郎 | 第1次吉田内閣                   | -    | 1947年5月3日 - 1947年5月24日              | 復員庁総裁 | 日本進歩党 |
|                   | 芦田均     | 片山内閣                        | 筆頭 | 1947年6月1日 - 1948年3月10日              | 外務大臣 | 民主党     |
|                   | 西尾末広   | 芦田内閣                        | 筆頭 | 1948年3月10日 - 1948年7月6日              | 国務大臣（無任所） | 日本社会党 |
|                   | 林讓治     | 第2次吉田内閣                   | 筆頭 | 1948年10月19日 - 1949年2月16日            | 厚生大臣 | 自由党     |
| 第3次吉田内閣     | 林讓治     | 1949年2月16日 - 1951年3月13日   | 筆頭 | 厚生大臣 のち、国務大臣（無任所）         | | 自由党     |
|                   | 緒方竹虎   | 第4次吉田内閣                   | 筆頭 | 1952年11月28日 - 1953年5月21日            | 国務大臣（内閣官房長官） のち、国務大臣（無任所） | 自由党     |
| 第5次吉田内閣     | 緒方竹虎   | 1953年5月21日 - 1954年12月10日  | 筆頭 | 国務大臣（無任所） のち、北海道開発庁長官 | | 自由党     |
|                   | 重光葵     | 第1次鳩山一郎内閣               | 筆頭 | 1954年12月10日 - 1955年3月19日            | 外務大臣 | 自由民主党 |
| 第2次鳩山一郎内閣 | 重光葵     | 1955年3月19日 - 1955年11月22日  | 筆頭 | 外務大臣                                  | | 自由民主党 |
| 第3次鳩山一郎内閣 | 重光葵     | 1955年11月22日 - 1956年12月23日 | 筆頭 | 外務大臣                                  | | 自由民主党 |
|                   | 石井光次郎 | 第1次岸内閣                     | 筆頭 | 1957年5月20日 - 1958年6月12日             | 国務大臣（無任所） のち、行政管理庁長官兼北海道開発庁長官 | 自由民主党 |
|                   | 益谷秀次   | 第2次岸内閣                     | 筆頭 | 1959年6月18日 - 1960年7月19日             | 行政管理庁長官 | 自由民主党 |
|                   | 河野一郎   | 第3次池田内閣                   | 筆頭 | 1964年7月18日 - 1964年11月9日             | 国務大臣（無任所） | 自由民主党 |
| 第1次佐藤内閣     | 河野一郎   | 1964年11月9日 - 1965年6月3日    | 筆頭 |                                           | 国務大臣（無任所） | 自由民主党 |
|                   | 三木武夫   | 第1次田中角栄内閣               | 筆頭 | 1972年8月29日 - 1972年12月22日            | 国務大臣（無任所） のち、環境庁長官 | 自由民主党 |
| 第2次田中角栄内閣 | 三木武夫   | 1972年12月22日 - 1974年7月12日  | 筆頭 | 環境庁長官                                | | 自由民主党 |
|                   | 福田赳夫   | 三木内閣                        | 筆頭 | 1974年12月9日 - 1976年11月6日             | 経済企画庁長官 | 自由民主党 |
|                   | 伊東正義   | 第2次大平内閣                   | -    | 1980年6月11日 - 1980年7月17日             | 内閣官房長官 | 自由民主党 |
|                   | 金丸信     | 第3次中曽根内閣                 | 筆頭 | 1986年7月22日 - 1987年11月6日             | 国務大臣（民間活力導入担当） | 自由民主党 |
|                   | 宮澤喜一   | 竹下内閣                        | 筆頭 | 1987年11月6日 - 1988年12月9日             | 大蔵大臣 | 自由民主党 |
|                   | 渡邉美智雄 | 宮澤内閣                        | 筆頭 | 1991年11月5日 - 1993年4月7日              | 外務大臣 | 自由民主党 |
|                   | 後藤田正晴 | 宮澤内閣                        | 筆頭 | 1993年4月8日 - 1993年8月9日               | 法務大臣 | 自由民主党 |
|                   | 羽田孜     | 細川内閣                        | 筆頭 | 1993年8月9日 - 1994年4月28日              | 外務大臣 新生党党首 | 新生党     |
|                   | 河野洋平   | 村山内閣                        | 筆頭 | 1994年6月30日 - 1995年10月2日             | 外務大臣 自由民主党総裁 | 自由民主党 |
|                   | 橋本龍太郎 | 村山内閣                        | -    | 1995年10月2日 - 1996年1月11日             | 通商産業大臣自由民主党総裁 | 自由民主党 |
|                   | 久保亘     | 第1次橋本内閣                   | 筆頭 | 1996年1月11日 - 1996年11月7日             | 大蔵大臣 | 社会民主党 |
|                   | 菅直人     | 鳩山由紀夫内閣                  | 筆頭 | 2009年9月16日 - 2010年6月8日              | 国家戦略担当：（～2010年1月7日） 内閣府特命担当大臣（経済財政政策担当） 内閣府特命担当大臣（科学技術政策担当）：（～2010年1月7日） 財務大臣：（2010年1月7日～） | 民主党     |
|                   | 岡田克也   | 野田内閣                        | 筆頭 | 2012年1月13日 - 2012年12月26日            | 行政改革担当 社会保障・税一体改革担当 公務員制度改革担当 内閣府特命担当大臣（行政刷新担当）                                                                     | 民主党     |
|                   | 麻生太郎   | 第2次安倍内閣                   | 筆頭 | 2012年12月26日 - 2014年12月24日           | 財務大臣 内閣府特命担当大臣（金融担当） デフレ脱却・円高対策担当                                                                                                | 自由民主党 |
| 第3次安倍内閣     | 麻生太郎   | 2014年12月24日 - 2017年11月1日  | 筆頭 |                                           | 財務大臣 内閣府特命担当大臣（金融担当） デフレ脱却・円高対策担当                                                                                                | 自由民主党 |
| 第4次安倍内閣     | 麻生太郎   | 2017年11月1日 - 2020年9月16日   | 筆頭 |                                           | 財務大臣 内閣府特命担当大臣（金融担当） デフレ脱却・円高対策担当                                                                                                | 自由民主党 |
| 菅義偉内閣        | 麻生太郎   | 2020年9月16日 - 2021年10月4日   | 筆頭 |                                           | 財務大臣 内閣府特命担当大臣（金融担当） デフレ脱却・円高対策担当                                                                                                | 自由民主党 |

- 継続して指定される必置のものではないため、代数の欄は設けない。
- 2000年4月の制度改正前においては、副総理たる国務大臣が海外出張となる場合は、（同時に総理が海外出張等で不在となるかどうかにかかわらず）別の国務大臣に対し副総理出張中に期間を限定した一時的な臨時代理の指定の辞令が発出される。当該期間中に総理の不在が重なれば当該「代理の代理」大臣は内閣総理大臣臨時代理の肩書で職務を行うことになるが、そうでない場合は代理予定者としての待機的期間を過ごすにとどまる。どちらも実例があるが、副総理と同格とは言えないため上表には記載しない。なお、この「代理の代理」指定の場合に、元々の副総理への指定辞令は撤回・消滅にはならず潜在的に継続しているものとして扱われるため、海外出張からの帰国後に再度当該副総理に指定辞令は発出されず、自動的に指定状態に復する。
- 再任（辞令あり）は個別に記載し、改造時の留任（辞令なし）は区別しない。
- 副総理に指定された国務大臣であっても、閣議の署名書類等での位置（素の国務大臣としての序列）は必ずしも筆頭ではない。当該副総理が組閣（改造を除く）当初に指定されたものであれば官報掲載辞令等の順序により、途中又は改造により指定され次の首相による新組閣まで在任したものであれば「前閣僚地位喪失」の官報報告での序列により、それぞれ筆頭であったかどうかが判断可能であるが、途中又は改造で指定されかつ新内閣となる前に途中退任した場合は実際の閣議の署名書類での位置を確認する必要がある。この表の「序列欄」では、副総理に指定されて以降「国務大臣の筆頭の位置」になったことが確認された者は「筆頭」と、確認できない者は「-」と記載する。
- 石橋内閣の岸信介、小渕内閣の青木幹雄は、辞令に首相病気時の臨時代理であると規定されているため、この表には含めない。
- 大平内閣の伊東正義は、首相死亡日前日の緊急的な発令であり、実質的側面ではいわゆる大物大臣に対する副総理発令と同格とは必ずしも言えないが、辞令に病気・死亡等の原因や限定条件に関する記載がなく、形式的側面では他の副総理への発令と同じであるため、この表に含める。